# Рейган (округ)
Округ Рейган (англ. Reagan county) — округ штата Техас Соединённых Штатов Америки. На 2000 год в нем проживало 3326 человек. По оценке бюро переписи населения США в 2009 году население округа составляло 3014 человек. Окружным центром является город Биг-Лейк.

## История
Округ Рейган был сформирован в 1903 году. Он был назван в честь Джона Хеннингера Рейгана, генерала конфедератов и лидера демократической партии США в Техасе.

## География
По данным бюро переписи населения США площадь округа Рейган составляет 3046 км², из которых 3044 км² — суша, а 2 км² — водная поверхность (0,06 %).

### Основные шоссе
- Шоссе 67
- Автострада 137

### Соседние округа
- Гласкок  (север)
- Стерлинг  (северо-восток)
- Том-Грин  (восток)
- Ирион  (восток)
- Крокетт  (юг)
- Аптон  (восток)